# Geordie Shore (16.ª temporada)
A décima sexta temporada de Geordie Shore, um programa de televisão britânico com sede em Newcastle upon Tyne, foi filmada em setembro de 2017 e começou em 9 de janeiro de 2018, sendo concluída em 13 de março de 2018. Esta é a primeira temporada a não incluir o membro do elenco original, Gaz Beadle, depois de sair do show por motivos pessoais. Esta será a primeira temporada a incluir os novos membros do elenco, Sam Gowland, que apareceu anteriormente na terceira temporada de Love Island, e Stepha Snowdon. No entanto, mais tarde foi revelado que Steph tinha sido demitida do programa e, portanto, não retornaria para a temporada seguinte. Durante esta temporada, os membros do elenco Aaron Chalmers e Marnie Simpson anunciaram que abandonaram o programa. A temporada se concentrou fortemente no triângulo amoroso entre Abbie, Chloe e Sam, antes que Chloe e Sam finalmente oficializassem seu relacionamento. Também mostrou Aaron e Marnie chegando a um acordo com a vida na casa, enquanto ambos tem relacionamentos fora da casa, bem como a luta de Sophie e Nathan sem seus parceiros.

## Elenco
- Aaron Chalmers
- Chloe Ferry
- Sam Gowland
- Nathan Henry
- Abbie Holborn
- Sophie Kasaei
- Marnie Simpson
- Steph Snowdon

### Duração do elenco
| Membros | 16.ª temporada | 16.ª temporada | 16.ª temporada | 16.ª temporada | 16.ª temporada | 16.ª temporada | 16.ª temporada | 16.ª temporada | 16.ª temporada | 16.ª temporada |
| Membros | 1              | 2              | 3              | 4              | 5              | 6              | 7              | 8              | 9              | 10             |
| Aaron   |                |                |                |                |                |                |                |                |                |                |
| Abbie   |                |                |                |                |                |                |                |                |                |                |
| Chloe   |                |                |                |                |                |                |                |                |                |                |
| Marnie  |                |                |                |                |                |                |                |                |                |                |
| Nathan  |                |                |                |                |                |                |                |                |                |                |
| Sam     |                |                |                |                |                |                |                |                |                |                |
| Sophie  |                |                |                |                |                |                |                |                |                |                |
| Steph   |                |                |                |                |                |                |                |                |                |                |
| ------- | -------------- | -------------- | -------------- | -------------- | -------------- | -------------- | -------------- | -------------- | -------------- | -------------- |

     = "Membro" é destaque neste episódio.
     = "Membro" chega na casa.
     = "Membro" sai voluntariamente da casa.
     = "Membro" sai e retorna para a casa no mesmo episódio.
     = "Membro" é removido da casa.
     = "Membro" volta para a casa.
     = "Membro" aparece neste episódio, mas está fora da casa.
     = "Membro" deixa a série.
     = "Membro" retorna para a série.
     = "Membro" é removido da série.
     = "Membro" não aparece neste episódio.
     = "Membro" não é oficialmente um membro do elenco neste episódio.

## Episódios
| No. na série | No. na temporada | Título      | Transmissão original    | Duração    | Visualizações no UK |
| ------------ | ---------------- | ----------- | ----------------------- | ---------- | ------------------- |
| 134          | 1                | Episódio 1  | 9 de janeiro de 2018    | 60 minutos | 669,000             |
| 135          | 2                | Episódio 2  | 16 de janeiro de 2018   | 60 minutos | 715,000             |
| 136          | 3                | Episódio 3  | 23 de janeiro de 2018   | 60 minutos | 591,000             |
| 137          | 4                | Episódio 4  | 30 de janeiro de 2018   | 60 minutos | 605,000             |
| 138          | 5                | Episódio 5  | 6 de fevereiro de 2018  | 60 minutos | 660,000             |
| 139          | 6                | Episódio 6  | 13 de fevereiro de 2018 | 60 minutos | 605,000             |
| 140          | 7                | Episódio 7  | 20 de fevereiro de 2018 | 60 minutos | 666,000             |
| 141          | 8                | Episódio 8  | 27 de fevereiro de 2018 | 60 minutos | 560,000             |
| 142          | 9                | Episódio 9  | 6 de março de 2018      | 60 minutos | 437,000             |
| 143          | 10               | Episódio 10 | 13 de março de 2018     | 60 minutos | 514,000             |

## Classificação
| Episódio    | Data                    | Classificação oficial da MTV | Ranking semanal da MTV | Classificação oficial da MTV+1 | Total de telespectadores da MTV |
| ----------- | ----------------------- | ---------------------------- | ---------------------- | ------------------------------ | ------------------------------- |
| Episódio 1  | 9 de janeiro de 2018    | 632,000                      | 1                      | 37,000                         | 669,000                         |
| Episódio 2  | 16 de janeiro de 2018   | 705,000                      | 1                      | 10,000                         | 715,000                         |
| Episódio 3  | 23 de janeiro de 2018   | 550,000                      | 1                      | 41,000                         | 591,000                         |
| Episódio 4  | 30 de janeiro de 2018   | 595,000                      | 1                      | 10,000                         | 605,000                         |
| Episódio 5  | 6 de fevereiro de 2018  | 630,000                      | 1                      | 30,000                         | 660,000                         |
| Episódio 6  | 13 de fevereiro de 2018 | 575,000                      | 1                      | 30,000                         | 605,000                         |
| Episódio 7  | 20 de fevereiro de 2018 | 635,000                      | 1                      | 31,000                         | 666,000                         |
| Episódio 8  | 27 de fevereiro de 2018 | 535,000                      | 1                      | 25,000                         | 560,000                         |
| Episódio 9  | 6 de março de 2018      | 437,000                      | 1                      |                                |                                 |
| Episódio 10 | 13 de março de 2018     | 477,000                      | 1                      | 37,000                         | 514,000                         |